# Comte de Pitigliano
Le comte de Pitigliano est un titre de noblesse original des souverains du Comté de Pitigliano, existant depuis 1336.

## Histoire
L'État hérité de la Famille Orsini était le comté de Sovana, fief de la famille Aldobrandeschi, qui passa dans la seconde moitié du XIVe siècle entre les mains de Romano Orsini, fils de Bertoldo I, époux de l'héritière Anastasia Aldobrandeschi.
En 1327, après la mort de Romano Orsini, son fils Guido Orsini devint par succession l'ancêtre des comtes de Sovana, qui assumèrent le titre de comtes de Pitigliano à la suite de l'abandon de ceux-ci. Ainsi Guido Orsini devint le premier comte de Pitigliano. À la mort de Guido, ses descendants héritèrent du comté et du titre de comte de Pitigliano.
La figure la plus représentative de cette lignée fut le comte Niccolò Orsini (1442 – 1510), grand leader d'abord au service de Jacopo Piccinino, puis aux côtés des Médicis contre Ferdinand Ier qui avait soutenu la conspiration Pazzi. Par la suite, il participa également à la guerre dite du sel de 1482, au siège de Nola en 1494 et devint capitaine général des forces de la Sérénissime, se distinguant dans la conquête de Crémone.
Le comté de Pitigliano fut définitivement vendu, pour payer ses dettes, à Ferdinand Ier de Médicis le 9 juin 1604 par Giannantonio, fils du comte Alessandro, en échange du marquisat de Monte San Savino : les derniers descendants de cette branche du famille Orsini en tant que comte de Pitigliano a disparu en 1640 avec la mort du troisième marquis Alessandro di Monte San Savino.

## Liste

Armoiries Orsini de Pitigliano.

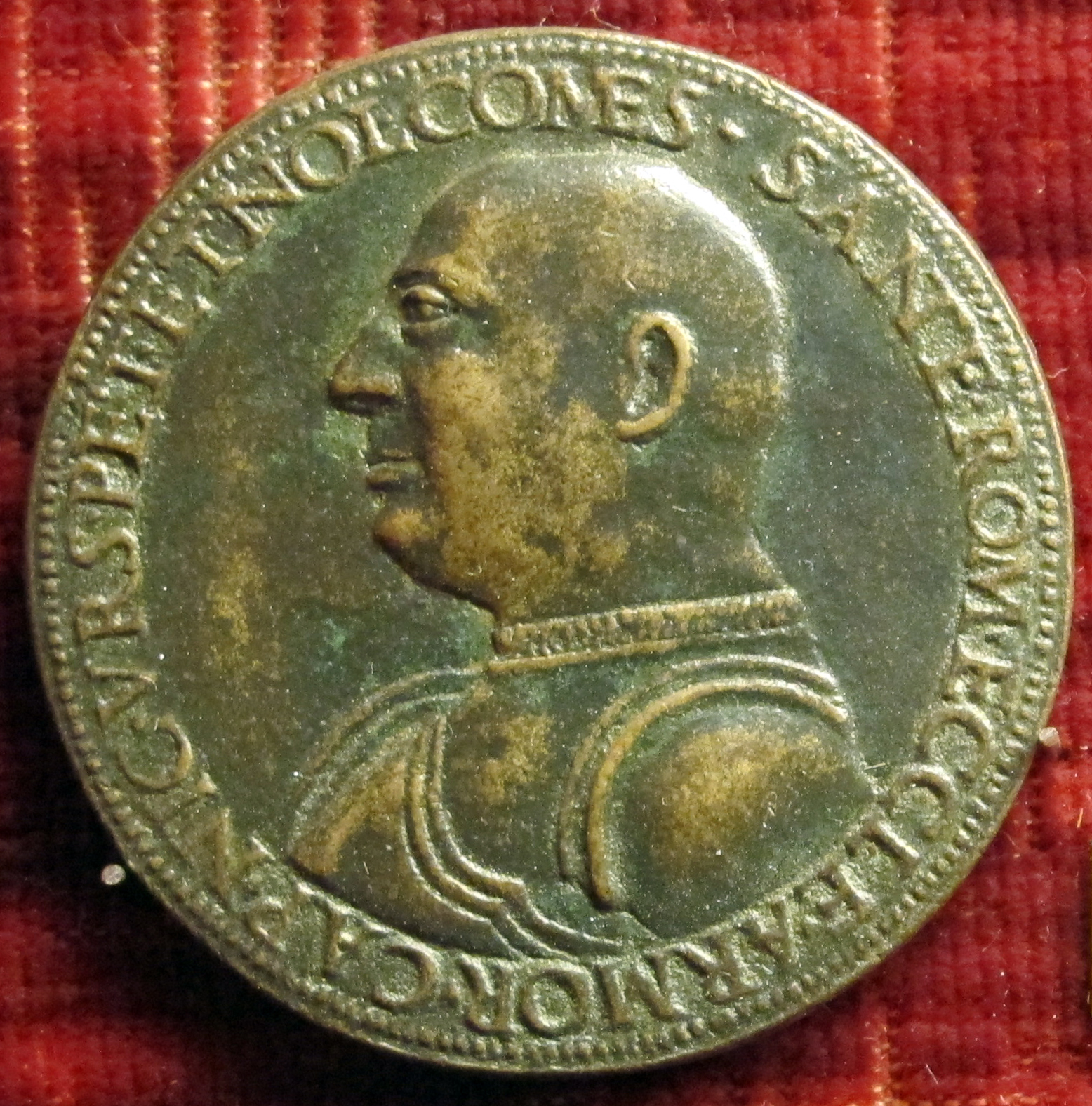
Médaille à l'effigie de Nicolas II.

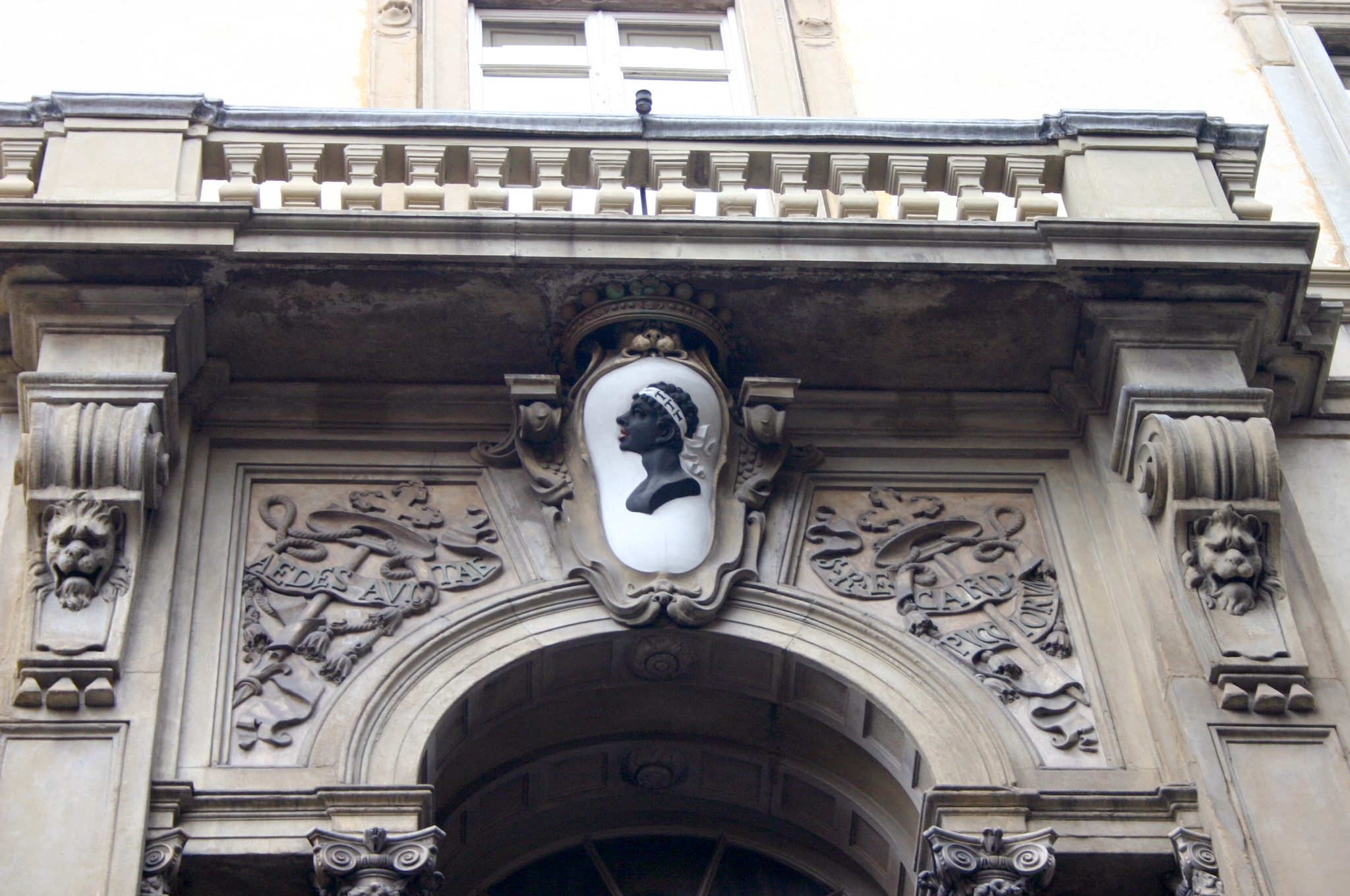
Armoiries de la famille Pucci au Palazzo Pucci, Florence.

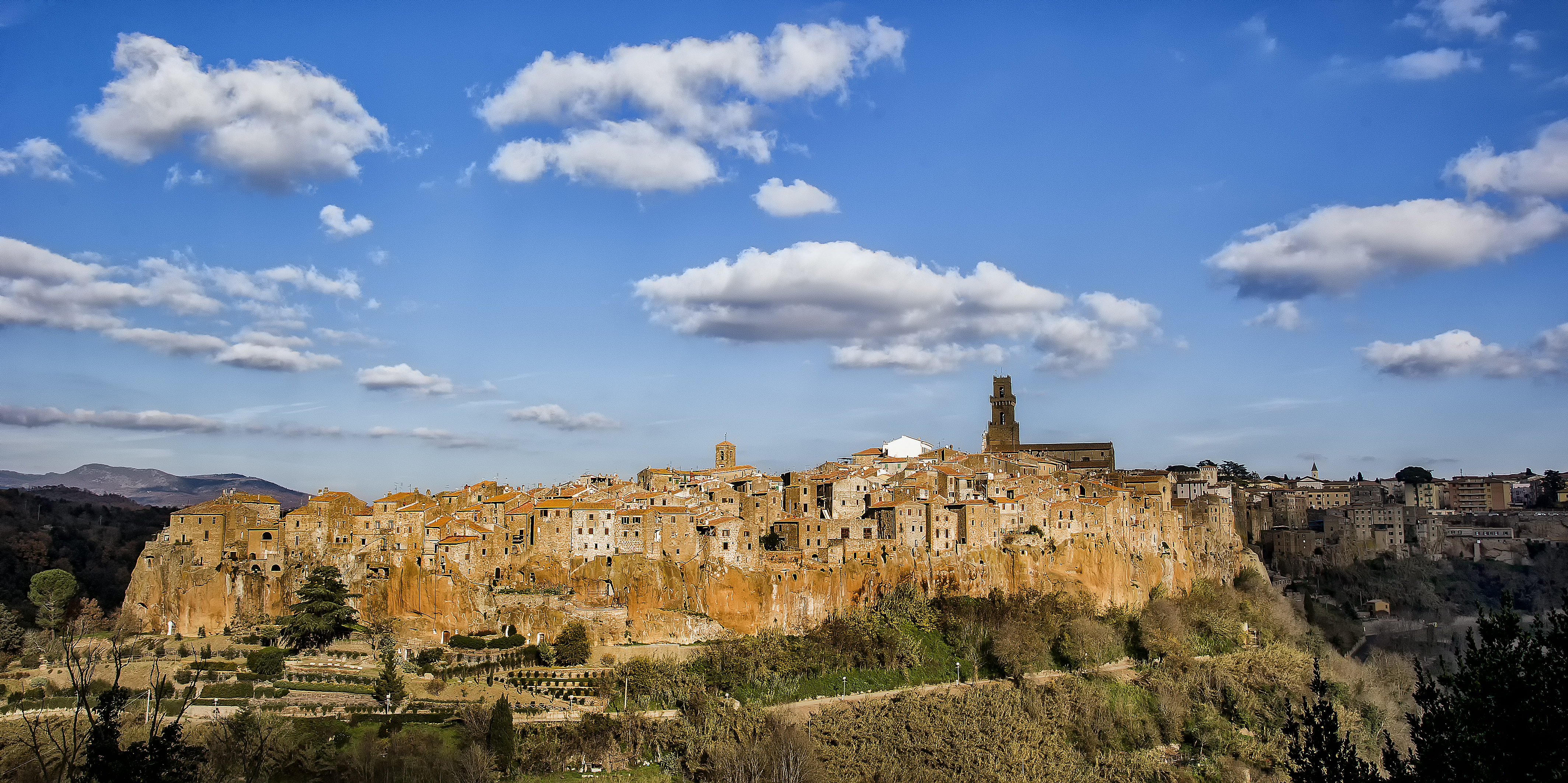
Pitigliano en 2018.

| N  | Titolo | Nome            | Dal            | Al          |
| -- | ------ | --------------- | -------------- | ----------- |
| 1  | Conte  | Guido Orsini    | 1336           | 1348        |
| 2  | Conte  | Aldobrandino I  | 1348           | 1384        |
| 3  | Conte  | Bertoldo        | 1384           | 1417        |
| 4  | Conte  | Niccolò I       | 1417           | 1425        |
| 5  | Conte  | Aldobrandino II | 1425           | 1472        |
| 6  | Conte  | Niccolò II      | 1472           | 1510        |
| 7  | Conte  | Ludovico        | 1510           | 1534        |
| 8  | Conte  | Gian Francesco  | 1534           | 1567        |
| 9  | Conte  | Niccolò III     | 1567           | 1580        |
| 10 | Conte  | Alessandro      | 1580           | 1604        |
| 11 | Conte  | Giannantonio    | 9 février 1604 | 9 juin 1604 |

## Titre aujourd'hui
Selon l'édition XXXIII (2015-2020) de l'Annuaire de la noblesse italienne, aujourd'hui, le titre de Comte de Pitigliano a une valeur purement symbolique. Après la vente du comté en 1604 par Giannantonio Orsini, le dernier comte effectif, le titre fut conservé héréditairement, même si ce n'est que nominalement, par la branche mineure de la famille Pucci : Pucci de Pitigliano, née du mariage entre Ersilia Orsini, sœur de Giannantonio, et Lorenzo Pucci, membre de la noble famille florentine de Pucci. Pendant des siècles, l'aîné de la famille continua à porter ce titre, malgré la perte du pouvoir effectif. Aujourd'hui, la famille existe toujours, mais les informations sur le titre sont limitées. Le dernier chef connu est Gerino Pucci, dont on sait très peu de choses.